# Eduardo Ramos
Eduardo Germán Ramos (Mechongué, Buenos Aires; 28 de mayo de 1966), también conocido como Lalo Ramos, es un expiloto argentino de automovilismo. Compitió mayoritariamente en el Turismo Carretera, categoría de la que se consagró campeón en el año 1994. Desarrolló su carrera compitiendo inicialmente en la categoría Turismo Mar Y Sierras, del interior de la Provincia de Buenos Aires, para luego dar el salto al TC, donde llegó a competir bajo la tutela del excampeón de TC Oscar Castellano. Compitió también en categorías como el TC 2000 y el Top Race. En el año 1997, ganó la última competencia realizada por el Turismo Carretera en ruta, al obtener el triunfo en el Circuito Semipermanente de Santa Teresita. En este mismo año debutaría en el Top Race al comando de un Porsche 944, llevándose su único triunfo en el autódromo de Concordia. Aunque en TC debutó y obtuvo su primera victoria a bordo de una unidad Dodge GTX, durante casi la totalidad de su carrera se destacó como defensor de la marca Ford, compitiendo siempre a bordo de unidades Ford Falcon.
En el año 2008, anunció su retiro de la actividad tras haberse clasificado a la Copa de Oro "Río Uruguay Seguros" para definir al campeón del Turismo Carretera. Asimismo, a modo de despedida, la dirigencia del Top Race V6 organizaría una carrera homenaje en el Autódromo Rotonda de Mar de Ajó, donde el excampeón de TC corrió su última carrera en el profesionalismo a bordo de un Ford Mondeo II, y donde la competencia se denominó "Carrera despedida de Eduardo "Lalo" Ramos".
Actualmente, Ramos es primer vocal suplente de la Comisión Directiva de la Asociación Corredores de Turismo Carretera. Tras su retiro, fue convocado en 2011 por la Asociación Corredores de Turismo Carretera para ser miembro de la Comisión de Investigación de Seguridad en los Circuitos, organismo creado por ACTC un mes después del polémico accidente ocurrido el 13 de diciembre de 2011, en el Autódromo Juan Manuel Fangio de la ciudad de Balcarce y donde perdió la vida el piloto Guido Falaschi.

## Trayectoria
| Año  | Categoría                    | Coche                 |
| ---- | ---------------------------- | --------------------- |
| 1987 | Turismo Carretera            | Dodge GTX             |
| 1988 | Turismo Carretera            | Dodge GTX             |
| 1989 | Turismo Carretera            | Dodge GTX             |
| 1990 | Turismo Carretera            | Dodge GTX             |
| 1991 | Turismo Carretera            | Dodge GTX-Ford Falcon |
| 1992 | Turismo Carretera            | Ford Falcon           |
| 1993 | Turismo Carretera            | Ford Falcon           |
| 1993 | IMSA Exxon Supreme GT Series | Oldsmobile Cutlass    |
| 1994 | Turismo Carretera (Campeón)  | Ford Falcon           |
| 1995 | Turismo Carretera            | Ford Falcon           |
| 1996 | Turismo Carretera            | Ford Falcon           |
| 1996 | TC2000                       | Ford Escort           |
| 1997 | Turismo Carretera            | Ford Falcon           |
| 1997 | Top Race                     | Porsche 944           |
| 1997 | TC2000                       | Peugeot 405           |
| 1998 | Turismo Carretera            | Ford Falcon           |
| 1999 | Turismo Carretera            | Ford Falcon           |
| 2000 | Turismo Carretera            | Ford Falcon           |
| 2000 | TC2000                       | Chrysler Neon         |
| 2001 | Turismo Carretera            | Ford Falcon           |
| 2002 | Turismo Carretera            | Ford Falcon           |
| 2003 | Turismo Carretera            | Ford Falcon           |
| 2004 | Turismo Carretera            | Ford Falcon           |
| 2005 | Turismo Carretera            | Ford Falcon           |
| 2006 | Turismo Carretera            | Ford Falcon           |
| 2007 | Turismo Carretera            | Ford Falcon           |
| 2008 | Top Race V6                  | Ford Mondeo (TRV6)    |
| 2008 | Turismo Carretera            | Ford Falcon           |
| 2009 | Top Race V6                  | Mercedes-Benz (TRV6)  |

- [5]

## Palmarés
| Título  | Categoría         | Marca       | Año  |
| ------- | ----------------- | ----------- | ---- |
| Campeón | Turismo Carretera | Ford Falcon | 1994 |

- [6]

### Victorias en el TC
| #  | Carrera de TC n° | Fecha                    | Circuito                                 | Automóvil   |
| -- | ---------------- | ------------------------ | ---------------------------------------- | ----------- |
| 1  | 742              | 30 de agosto de 1987     | Autódromo de Santa Rosa (No Ganadores)   | Dodge GTX   |
| 2  | 814              | 5 de abril de 1992       | Autódromo Oscar Alfredo Gálvez           | Ford Falcon |
| 3  | 817              | 24 de mayo de 1992       | Vuelta de Olavarría                      | Ford Falcon |
| 4  | 829              | 21 de marzo de 1993      | Vuelta de Santa Teresita                 | Ford Falcon |
| 5  | 836              | 15 de agosto de 1993     | Vuelta de Bolívar                        | Ford Falcon |
| 6  | 842              | 12 de diciembre de 1993  | Vuelta de Santa Teresita                 | Ford Falcon |
| 7  | 843              | 19 de diciembre de 1993  | Vuelta de Lobos                          | Ford Falcon |
| 8  | 852              | 21 de agosto de 1994     | Autódromo Juan Manuel Fangio de Balcarce | Ford Falcon |
| 9  | 874              | 19 de noviembre de 1995  | Vuelta de Punta Indio                    | Ford Falcon |
| 10 | 878              | 31 de marzo de 1996      | Vuelta de Punta Indio                    | Ford Falcon |
| 11 | 891              | 15 de diciembre de 1996  | Autódromo Juan Manuel Fangio de Balcarce | Ford Falcon |
| 12 | 892              | 16 de febrero de 1997    | Vuelta de Santa Teresita                 | Ford Falcon |
| 13 | 903              | 14 de septiembre de 1997 | Autódromo Ciudad de Nueve de Julio       | Ford Falcon |
| 14 | 904              | 12 de octubre de 1997    | Autódromo Oscar Alfredo Gálvez           | Ford Falcon |
| 15 | 929              | 2 de mayo de 1999        | Autódromo Oscar Alfredo Gálvez           | Ford Falcon |
| 16 | 1074             | 1 de junio de 2008       | Autódromo Ciudad de Paraná               | Ford Falcon |

- [7][8][9]

## Resultados

### Turismo Competición 2000
| Año  | Equipo               | Auto            | 1     | 2     | 3    | 4     | 5     | 6   | 7     | 8     | 9    | 10  | 11     | 12    | 13    | 14     | 15     | 16     | 17    | 18      | 19  | 20  | 21  | 22        | 23    | 24    | 25  | 26  | 27     | 28     | Res. | Puntos |
| ---- | -------------------- | --------------- | ----- | ----- | ---- | ----- | ----- | --- | ----- | ----- | ---- | --- | ------ | ----- | ----- | ------ | ------ | ------ | ----- | ------- | --- | --- | --- | --------- | ----- | ----- | --- | --- | ------ | ------ | ---- | ------ |
| 1997 |                      |                 | RAF I | RAF I | RC I | RC I  | POS   | POS | SJU I | SJU I | PAR  | PAR | GR     | GR    | BB I  | BB I   | SJU II | SJU II | RC II | RC II   | NDJ | NDJ | MZA | MZA       | BB II | BB II | TRE | TRE | RAF II | RAF II | 20°  | 7      |
| 1997 | Traverso Competición | Peugeot 405     |       |       |      |       |       |     |       |       |      |     |        |       | 13    | NL     | 6      | NL     | Ret   | 21 (17) | 12  | Ret | 10  | 20† (15†) |       |       |     |     |        |        | 20°  | 7      |
| 2000 |                      |                 | RC I  | TRE   | AG   | SJU I | PAR I | OBE | BB    | RAF   | BA I | SJO | SJU II | RC II | BA II | PAR II |        |        |       |         |     |     |     |           |       |       |     |     |        |        | 25°  | 2      |
| 2000 | Bessone Competición  | Chrysler Neon I | 9     |       |      |       |       |     |       |       |      |     |        |       |       |        |        |        |       |         |     |     |     |           |       |       |     |     |        |        | 25°  | 2      |

#### Copa TC 2000
| Año  | Equipo              | Auto            | 1    | 2   | 3  | 4     | 5     | 6   | 7  | 8   | 9    | 10  | 11     | 12    | 13    | 14     | Res. | Puntos |
| ---- | ------------------- | --------------- | ---- | --- | -- | ----- | ----- | --- | -- | --- | ---- | --- | ------ | ----- | ----- | ------ | ---- | ------ |
| 2000 |                     |                 | RC I | TRE | AG | SJU I | PAR I | OBE | BB | RAF | BA I | SJO | SJU II | RC II | BA II | PAR II | 11°  | 15     |
| 2000 | Bessone Competición | Chrysler Neon I | 2    |     |    |       |       |     |    |     |      |     |        |       |       |        | 11°  | 15     |

## Controversias
A pesar de haber sido un reconocido piloto de automovilismo y de haber obtenido el mérito de haberse proclamado como campeón de la categoría Turismo Carretera, a Eduardo Ramos se le atribuyen algunos hechos de violencia, tanto fuera como dentro de las pistas. Entre esos incidentes, figuran dos graves accidentes automovilísticos, en los cuales Ramos se encontraba manejando bajo los efectos del alcohol, algo completamente controversial teniendo en cuenta su actividad como deportista de velocidad. Tres de esos sucesos, que han tomado estado público, fueron los siguientes:
- En la temporada 1998 de Turismo Carretera, durante el desarrollo de la tercera serie de la 14.ª fecha, corrida en el Autódromo Ciudad de Nueve de Julio, se sucedió un toque entre Ramos y Christian Ledesma, provocado por Omar Martínez tras un intento de superación del de Mechongué al entrerriano. Tras el toque, por el cual ambos pilotos terminaron fuera de carrera, Ramos encaró y agredió a golpes de puño tanto a Ledesma, como al copiloto de éste, Christian Galeano, siendo que quien había perjudicado con su maniobra fue Ramos.[10] A pesar de ello, por esta agresión Ramos no fue pasible de sanción alguna.

- En el año 2008 y luego de anunciar su intención de retirarse de las pistas, Ramos protagonizó un grave accidente en la esquina de las calles Juan B. Justo y Edison de la ciudad de Mar del Plata. El incidente, fue provocado por el piloto, quien según las pericias efectuadas al momento del siniestro, se encontraba manejando en estado de ebriedad, conduciendo su unidad con un contenido de 2.0 gramos de alcohol, por litro de sangre, una medida que excedía ampliamente el mínimo reglamentario que en ese entonces era de 0.7. Por causa de este incidente, Ramos fue detenido y permaneció incomunicado.[11]

- El día sábado 29 de marzo de 2014, Ramos volvió a protagonizar otro accidente de tránsito, siendo este de consecuencias aún más graves que el anterior. El mismo se produjo a la altura del kilómetro 19 de la Ruta Provincial 226, en el Partido de General Pueyrredón, cuando el excampeón del TC venía circulando en estado de ebriedad a alta velocidad al comando de un Mercedes-Benz C-204, con el cual impactó de lleno en la parte trasera de un Chevrolet Corsa que ingreso a la ruta y se cruzó delante de él. Como resultado de este siniestro, un niño de 4 años recibió la peor parte siendo hospitalizado con múltiples fracturas y severos traumatismos. Al mismo tiempo, tras negarse a efectuarse el test de alcoholemia, Ramos provocó luego otro incidente por el cual puso en peligro su integridad física tras un intento de linchamiento por parte de vecinos y otros conductores que pasaban por el lugar. Finalmente el expiloto volvió a ser detenido por la fiscalía del departamento de Delitos Culposos de la policía provincial, tras comprobarse que circulaba bajo los efectos del alcohol.[12] A raíz del impacto, Thiago Joel Franco -que en ese entonces tenía 5 años e iba a bordo del Corsa- sufrió triple fractura de cráneo y debió ser internado en el Hospital Interzonal Especializado Materno Infantil (Hiemi).

Como consecuencia de esa lesión, el niño padece hemiplejía, síndrome postconcusional, epilepsia y síndromes epilépticos sintomáticos relacionados con localizaciones y trastorno de la conducta sociable, que se traduce en inestabilidad emocional, ansiedad, falta de concentración, crisis de furia e irritación.